# Викарий, Томас
Томас Викарий (англ. Thomas Vicary, ок. 1490 — ок. 1561) — английский хирург и анатом. По его инициативе была основана ливрейная компания цирюльников и хирургов. Известен также своей ролью в становлении госпиталя Святого Варфоломея. Его труд «Anatomie of Mans Body» является первым учебником по анатомии, изданным в Англии.

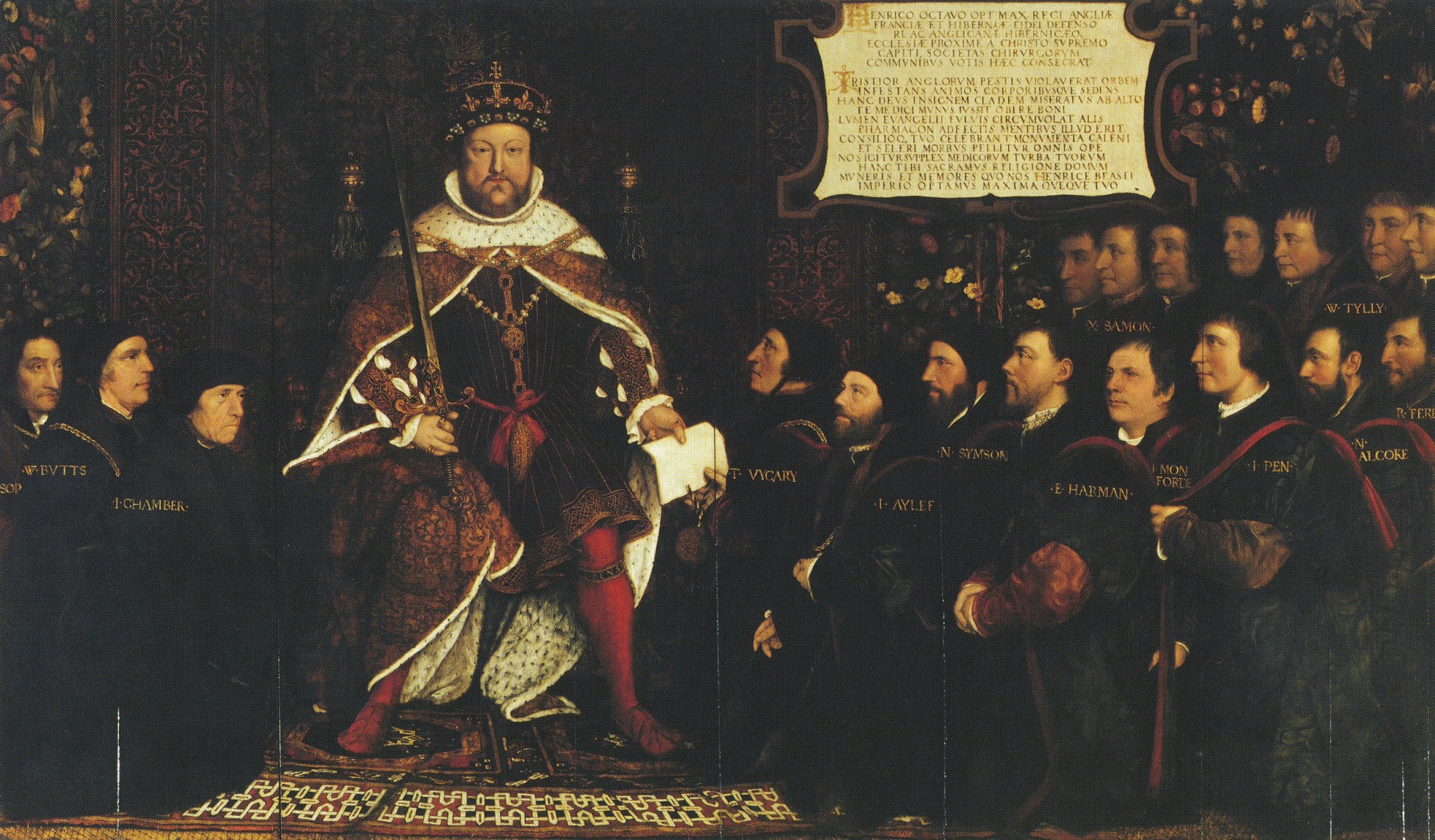
Генрих VIII в окружении врачей (первый справа − Томас Викарий)

Согласно мемуаристу XVII века Джону Мэннигхэму, Викарий был никому неизвестным врачом из Мейдстона, графство Кент, пока по воле случая не вылечил ногу короля Генриха VIII. Вскоре после этого знаменательного события, примерно в 1535 или 1536 году, Викарий был назначен королевским сержантом-хирургом. В 1540 году он стал первым главой компании цирюльников и хирургов, и на одной из картин Ганса Гольбейна изображено, как король вручает ему хартию об учреждении компании.
В 1548 году Томас Викарий был назначен одним из шести управляющих госпиталя Святого Варфоломея, а в 1552 году его должность стала пожизненной. Викарий проживал в госпитале и принимал активное участие в его управлении, но не практиковал как хирург.
В 1577 году хирурги госпиталя Святого Варфоломея от имени Томаса Викария издали книгу «Anatomie of Mans Body». Как показал в 1896 году историк медицины Джозеф Пейн, её текст имеет значительное сходство с содержанием рукописи XV века (ок. 1475 года), находящейся в собрании библиотеки Веллкома, являющегося, в свою очередь, копией рукописи анонимного лондонского хирурга (примерно 1392 год), также не оригинальной. Автору были, вероятно, известны труды итальянского хирурга Гвидо Ланфранка (вторая половина XIII века) и его французского современника Анри де Мондевиля. Текст Викария, в целом, следует рукописи Веллкома, являясь его сокращённой версией. Согласно традиции, закреплённой в «Biographical memoirs of medicine in Great Britain» Джона Эйкина (1780), первое издание «Anatomie of Mans Body» вышло в 1548 году; экземпляры этого издания не известны.